# Saltdean
Saltdean – wieś w Anglii, w hrabstwie ceremonialnym East Sussex, w dystrykcie (unitary authority) Brighton and Hove. Leży 79 km na południe od Londynu.